# TuS Schwachhausen
Der TuS Schwachhausen (offiziell Turn- und Sportverein Schwachhausen von 1883) ist ein in Bremen ansässiger Sportverein. Die erste Herren-Fußballmannschaft spielte von 2008 bis 2023 in der Bremen-Liga und nahm am 1974/75 am DFB-Pokal teil. Die erste Frauen-Fußballmannschaft spielte in der Saison 2018/19 in der Regionalliga Nord und nahm 2018/19 sowie 2019/20 am DFB-Pokal teil.

## Geschichte und Vereinsstruktur
Der heutige TuS Schwachhausen geht auf dem im Jahre 1883 gegründeten Schwachhauser Turnverein zurück. Von diesem Verein spalteten sich 1899 der Turnverein Horn und drei Jahre später der Arbeiter-Turn-und-Sportverein Schwachhausen-Horn ab. Im Jahre 1922 fusionierte der Schwachhauser Turnverein mit dem Bremer Ballspielverein zum BBV Union Bremen. Vier Jahre später spalteten sich die Schwachhauser Fußballer wieder als Schwachhauser Sportverein wieder ab. Im Jahre 1945 fusionierten der Schwachhauser Sportverein und der Schwachhauser Turnverein zum heutigen TuS Schwachhausen. Der TuS Schwachhausen verfügt aktuell über drei Abteilungen, in denen organisiert Sport betrieben wird. Neben Fußball bietet der Verein auch Tischtennis und Turnen an.

## Herrenfußball

### Geschichte
Den Fußballern gelang 1968 unter Trainer Willi Schröder erstmals der Aufstieg in die Landesliga Bremen, damals die höchste Amateurliga Bremens. Nach Jahren des Abstiegskampfes und des Mittelmaßes wurde die Mannschaft in der Saison 1974/75 Vizemeister hinter OT Bremen. In der gleichen Spielzeit nahm der Verein am DFB-Pokal teil und unterlag in der ersten Runde dem FC 08 Homburg mit 0:3. Aus finanziellen Gründen verzichteten die Bremer auf ihr Heimrecht und trugen das Spiel im Saarland aus. In den folgenden Jahren konnte die Mannschaft nicht mehr an diesen Erfolg anknüpfen.
Während der 1970er Jahre scheiterten Fusionsgespräche mit dem TuS Vahr. Im Jahre 1980 stiegen die Fußballer aus der inzwischen Verbandsliga Bremen genannten höchsten Bremischen Spielklasse ab. Vier Jahre später gelang der Wiederaufstieg, dem 1986 der erneute Abstieg in die Landesliga folgte. Ende der 1990er Jahre rutschte der TuS bis in die Kreisliga ab und pendelte danach zwischen Landes- und Bezirksliga. Im Jahre 2008 stieg der TuS in die fünftklassige Bremen-Liga auf. Im Frühjahr 2023 gab der Verein den Rückzug seiner Mannschaft aus der Bremen-Liga bekannt.

### Erfolge
- Meister der Landesliga Bremen: 2007/08
- Meister der Bezirksliga Bremen: 2005/06, 2023/24 (2. Mannschaft)
- Aufstieg in die Landesliga Bremen: 2022/23 (2. Mannschaft)
- Teilnahme am DFB-Pokal: 1974/75
- Sieger des Bremer Hallenmasters: 2018

### Ergebnisse im DFB-Pokal
Die Tabelle stellt das Abschneiden bei der bisher einzigen Teilnahme im DFB-Pokal dar. Das Ergebnis ist aus Sicht Schwachhausens dargestellt, in Klammern steht das Liganiveau des Gegners.
| Saison  | Runde    | Gegner             | Ergebnis |
| ------- | -------- | ------------------ | -------- |
| 1974/75 | 1. Runde | FC 08 Homburg (II) | 0:3      |

## Frauenfußball

### Geschichte
Die Frauenmannschaft des TuS Schwachhausen wurde im Jahre 2016 Bremer Meister und qualifizierte sich für die Aufstiegsrunde zur Regionalliga Nord. Dort scheiterte die Mannschaft am FC St. Pauli. Zwei Jahre später gewann das Team den Bremer Pokal durch einen 2:1-Sieg über ATS Buntentor und qualifizierte sich für den DFB-Pokal. Darüber hinaus setzte sich die Mannschaft in der Aufstiegsrunde zur Regionalliga Nord gegen den TSC Wellingsbüttel durch und stieg auf. Als Vorletzter der Saison 2018/19 folgte der direkte Wiederabstieg. Dafür gewann die Mannschaft gleichzeitig durch einen 1:0-Sieg über ATS Buntentor den Bremer Pokal und schaffte damit die erneute Qualifikation für den DFB-Pokal.

### Erfolge
- Meister der Verbandsliga Bremen: 2017/18, 2020/21, 2021/22, 2023/24
- Aufstieg in die Regionalliga Nord: 2017/18
- Bremer Pokalsieger: 2017/18, 2018/19
- Bremer Pokalfinalist: 2013/14, 2019/20, 2020/21, 2021/22, 2022/23
- Bremer Zusatzpokalspieger: 2023/24
- Teilnahme am DFB-Pokal: 2018/19, 2019/20

### Ergebnisse im DFB-Pokal
Die Tabelle stellt das Abschneiden bei den beiden Teilnahmen im DFB-Pokal dar. Die Ergebnisse sind aus Sicht Schwachhausens dargestellt, in Klammern steht das Liganiveau des Gegners.
| Saison  | Runde    | Gegner               | Ergebnis |
| ------- | -------- | -------------------- | -------- |
| 2018/19 | 1. Runde | BV Cloppenburg (II)  | 1:3      |
| 2019/20 | 1. Runde | SpVg Berghofen (III) | 1:5      |

## Sportanlagen
Die Fußballabteilung nutzt für den Trainings- und Spielbetrieb die Bezirkssportanlage Konrad-Adenauer-Allee. Sie verfügt über drei Rasenplätze sowie je einen mit Flutlicht ausgestatteten Kunstrasen- und Aschenplatz. Auf der Anlage befinden sich neben den Umkleidekabinen noch die Vereinsgaststätte und eine Leichtathletikanlage. Verkehrlich zu erreichen ist die Sportanlage über die Konrad-Adenauer-Allee, an der sich eine Parkfläche mit jeweils über 50 Kfz- und Fahrradstellplätzen befindet. Zudem ist die Sportanlage über die Haltestellen Barbarossastraße und Julius-Brecht-Allee an das städtische ÖPNV-Netz angebunden. Die Straßenbahnlinie 1 hält an beiden Stationen, die Buslinie 25 nur an der Julius-Brecht-Allee.
Die Tischtennissparte und die Turnabteilung sind hingegen in den Sporthallen des Kippenberg-Gymnasiums beheimatet. Diese sind über die Schwachhauser Heerstraße an das Verkehrsnetz angebunden. An den Haltestellen St.-Joseph-Stift und Metzer Straße halten die Straßenbahnlinien 1 und 4 sowie am St.-Joseph-Stift zusätzlich die Buslinie 24.

## Persönlichkeiten
- Richard Ackerschott
- Marie-Louise Eta
- Lüder Fasche
- Bernd Rosenberger
- Willi Schröder

## Verweise